# Onil
Onil è un comune spagnolo situato nella comunità autonoma Valenciana.